# Štefan Fernyák
Štefan Fernyák (* 2. června 1973 Dunajská Streda, Československo) je bývalý československý, později slovenský reprezentant v zápase, volnostylař. Dvakrát reprezentoval Slovensko na letních olympijských hrách, v roce 2000 na hrách v Sydney vybojoval 8. a v roce 2004 na hrách v Athénách 16. místo. V roce 1993 vybojoval bronzovou medaili na mistrovství Evropy. V roce 1991 se stal mistrem Československa.